# Rachid Hechiche
Pas d'image ? Cliquez ici

a Compétitions nationales et continentales officielles uniquement.

b Matchs officiels uniquement.
Rachid Hechiche, né le 4 juillet 1973 à Dijon , est un joueur de rugby à XIII et de rugby à XV français évoluant au poste de pilier.
Formé au rugby à XIII, il évolue toute sa carrière treiziste à Lyon-Villeurbanne où fort de ses prestations en club il intègre l'équipe de France prenant part à la Coupe du monde en 2000.
En 2005, il change de code de rugby et signe en rugby à XV dans des clubs de Fédérale divers tels Saint-Priest, Villefranche-sur-Saône ou Vienne. Après sa carrière sportive, il devient entraîneur de rugby à XV.